# Powiat Leoben
Powiat Leoben (niem. Bezirk Leoben) – powiat w Austrii, w kraju związkowym Styria. Siedziba powiatu znajduje się w mieście Leoben.

## Geografia
Powiat leży w Alpach Centralnych - na południowym wschodzie w Lavanttaler Alpen (Stubalpe i Gleinalpe), w centrum w Alpach Kruszcowych i na północy w Alpach Ennstalskich i Hochschwab.
Największymi rzekami przepływającymi przez powiat są Aniza i Mur.
Powiat graniczy z następującymi powiatami: na północy i północnym zachodzie z powiatem Liezen, na południowym wschodzie z powiatem Graz-Umgebung.

## Demografia
| 1981 | 80 518   |      |          |      |        |
| 1991 | 73 372   |      |          |      |        |
| 2001 | 67 767 - | 2015 | 60 941 - | 2023 | 59 944 |

## Podział administracyjny
Powiat podzielony jest na 16 gmin, w tym trzy gminy miejskie (Stadt), osiem gmin targowych (Marktgemeinde) oraz pięć gmin wiejskich (Gemeinde).
| Miasta 1. Eisenerz (3501) 2. Leoben (25 140) 3. Trofaiach (11 003) Gminy targowe 1. Kalwang (986) 2. Kammern im Liesingtal (1677) 3. Kraubath an der Mur (1354) 4. Mautern in Steiermark (1695) 5. Niklasdorf (2331) 6. Sankt Michael in Obersteiermark (3116) 7. Sankt Peter-Freienstein (2329) 8. Vordernberg (953) | Gminy 1. Proleb (1585) 2. Radmer (498) 3. Sankt Stefan ob Leoben (1823) 4. Traboch (1413) 5. Wald am Schoberpaß (540) |

(liczba mieszkańców 1 stycznia 2023)

## Transport
Przez powiat przebiega autostrada A9, droga ekspresowa S36 (Murtal Schnellstraße) i S6 (Semmering Schnellstraße), drogi krajowe: B113, B115, B146 oraz linie kolejowe Wiedeń-Klagenfurt am Wörthersee, Linz-Leoben-Graz.